# C. George Peale
Clifford George Peale (Whittier, California, 17 de septiembre de 1944- ) es un hispanista estadounidense.

## Biografía
Licenciado cum laude en Artes por la Universidad del Sur de California (1966), Maestro en Artes por la Universidad de Iowa (1968), Doctor en Español por la de California en Irvine (1973), y Maestro en Administración Educativa por la de Pepperdine (1998), Profesor de la de Kansas y de la estatal de California en Fullerton y emérito de esta última, y profesor visitante en la de California en Riverside, y en la Autónoma de Ciudad Juárez, se especializó en Fernán Pérez de Oliva y Luis Vélez de Guevara. Editó el teatro de este último y junto con William R. Manson hizo al menos 51 ediciones críticas (hasta el año de 2019). Es correspondiente de la Academia Norteamericana de la Lengua Española y miembro de la Asociación Internacional de Teatro Español y Novohispano de los Siglos de Oro. Fue elegido presidente de esta última en 1917. En 1979 fue elegido miembro correspondiente de la Real Academia de Ciencias, Bellas Letras y Nobles Artes de Córdoba. Asimismo es miembro honorario de la Hispanic Society of America (2003). Casado con Nancy Jane Corum el 25 de junio de 1966, tiene dos hijos. Divorciado en 1998. Casado con Margarita Ochoa el 20 de diciembre de 2002.

## Obras
- La anatomía de El Diablo Cojuelo: deslindes del género anatomístico, 1977.
- Ed. en colaboración con VV. AA., Antigüedad y actualidad de Luis Vélez de Guevara: estudios críticos, Amsterdam-Philadelphia: John Benjamins Pub. Co., 1983.
- Ed. de Fernán Pérez de Oliva, Teatro, Córdoba, Real Academia de Córdoba, 1976.
- Ed. de Fernán Pérez de Oliva, Razonamiento sobre la navegación del Guadalquivir, Córdoba, Monte de Piedad de Córdoba, 1987.
- Ed. de Gaspar Aguilar, La comedia segunda de los agravios perdonados, Santa Barbara [California], Publications of eHumanista, 2016.
- Con Marina Martín Ojeda, Luis Vélez de Guevara en Écija: su entorno familiar, liberal y cultural, Newark: Juan de la Cuesta, 2017.

### Ediciones deLuis Vélez de Guevarajunto conWilliam R. Manson
- El espejo del mundo, Fullerton: Cal State Fullerton Press, 1997; 2.ª ed. corregida, Newark: Juan de la Cuesta, 2002.
- El Conde don Pero Vélez y don Sancho el Deseado, Fullerton: Cal State Fullerton Press, 1997; 2.ª ed., Newark: Juan de la Cuesta, 2002.
- La Serrana de la Vera, Fullerton: Cal State Fullerton Press, 1997; 2.ª ed., Newark: Juan de la Cuesta, 2002.
- Don Pedro Miago, Fullerton: Cal State Fullerton Press, 1997; 2.ª ed. ampliada, Newark: Juan de la Cuesta, 2005.
- El rey en su imaginación, Newark: Juan de la Cuesta, 2002.
- La mayor desgracia de Carlos Quinto, Newark: Juan de la Cuesta, 2002.
- El primer Conde de Orgaz y servicio bien pagado, Newark: Juan de la Cuesta, 2002.
- El amor en vizcaíno, los celos en francés y torneos de Navarra, Newark: Juan de la Cuesta, 2002.
- El cerco del Peñón de Vélez, Newark: Juan de la Cuesta, 2003.
- El Águila del Agua, representación española, Newark: Juan de la Cuesta, 2003.
- El hijo del águila, Newark: Juan de la Cuesta , 2003.
- Las palabras a los reyes y gloria de los Pizarros, Newark: Juan de la Cuesta, 2004.
- A lo que obliga el ser rey, Newark : Juan de la Cuesta, 2006.
- La Luna de la Sierra, Newark: Juan de la Cuesta, 2006.
- El Rey naciendo mujer, Newark : Juan de la Cuesta, 2006.
- La corte del demonio, Newark: Juan de la Cuesta, 2006.
- Si el caballo vos han muerto, y blasón de los Mendozas, Newark: Juan de la Cuesta, 2007.
- Los celos hasta los cielos y desdichada Estefanía, Newark: Juan de la Cuesta, 2007.
- Los sucesos en Orán por el marqués de Ardales, Newark: Juan de la Cuesta, 2007.
- El Hércules de Ocaña, Newark: Juan de la Cuesta, 2008.
- Reinar después de morir, Newark: Juan de la Cuesta , 2008.
- El marqués del Vasto, Newark: Juan de la Cuesta, 2008.
- El príncipe viñador, Newark: Juan de la Cuesta, 2008.
- Atila, azote de Dios, Newark: Juan de la Cuesta, 2009.
- La montañesa de Asturias, Newark: Juan de la Cuesta, 2010.
- El alba y el sol, con partituras de Antonio Guerrero (1761) y Enrique Moreno (1827), Newark: Juan de la Cuesta, 2010.
- Virtudes vencen señales, Newark: Juan de la Cuesta, 2010.
- El asombro de Turquía y valiente toledano, Newark: Juan de la Cuesta, 2010.
- Más pesa el Rey que la sangre, y blasón de los Guzmanes, Newark: Juan de la Cuesta, 2011.
- Los tres portentos de Dios, Newark: Juan de la Cuesta, 2011.
- El Niño Diablo, Newark: Juan de la Cuesta, 2011.
- El Caballero del Sol, Newark: Juan de la Cuesta, 2011.
- Los tres portentos de Dios, Newark: Juan de la Cuesta, 2011.
- El Caballero del Sol, Newark: Juan de la Cuesta, 2011.
- Más pesa el Rey que la sangre, y Blasón de los Guzmanes, Newark: Juan de la Cuesta, 2011.
- El negro del serafín, Newark: Juan de la Cuesta, 2012.
- El pleito que puso al diablo el cura de Madrilejos, Newark: Juan de la Cuesta, 2012.
- El Lucero de Castilla y Luna de Aragón, con partitura de Antonio Guerrero (1752), Newark: Juan de la Cuesta, 2013.
- El triunfo mayor de Ciro, saber vencerse a sí mismo, Newark: Juan de la Cuesta, 2014.
- La jornada del Rey don Sebastián en África, Newark: Juan de la Cuesta, 2014.
- El lego de Alcalá, Newark: Juan de la Cuesta, 2015.
- La niña de Gómez Arias, Newark: Juan de la Cuesta, 2015.
- El diablo está en Cantillana, Newark: Juan de la Cuesta, 2015.
- El cerco de Roma por el rey Desiderio, Newark: Juan de la Cuesta, 2015.
- Juliano Apóstata, Newark: Juan de la Cuesta, 2016.
- La rosa de Alejandría, Newark: Juan de la Cuesta, 2018.
- La creación del mundo, Newark: Juan de la Cuesta, 2018.
- Correr por amor fortuna, Newark: Juan de la Cuesta, 2018.
- Celos, amor y venganza, o No hay mal que por bien no venga, Newark: Juan de la Cuesta, 2018.
- El mejor rey en rehenes, Newark: Juan de la Cuesta, 2019.
- «Comedias escanderbecas»: El jenízaro de Albania — El príncipe esclavo, Primera parte — El príncipe esclavo, Segunda parte — El gran Jorge Castrioto y príncipe de Escanderbey, Newark: Juan de la Cuesta, 2019.